# موظف مساعد غير مرخص

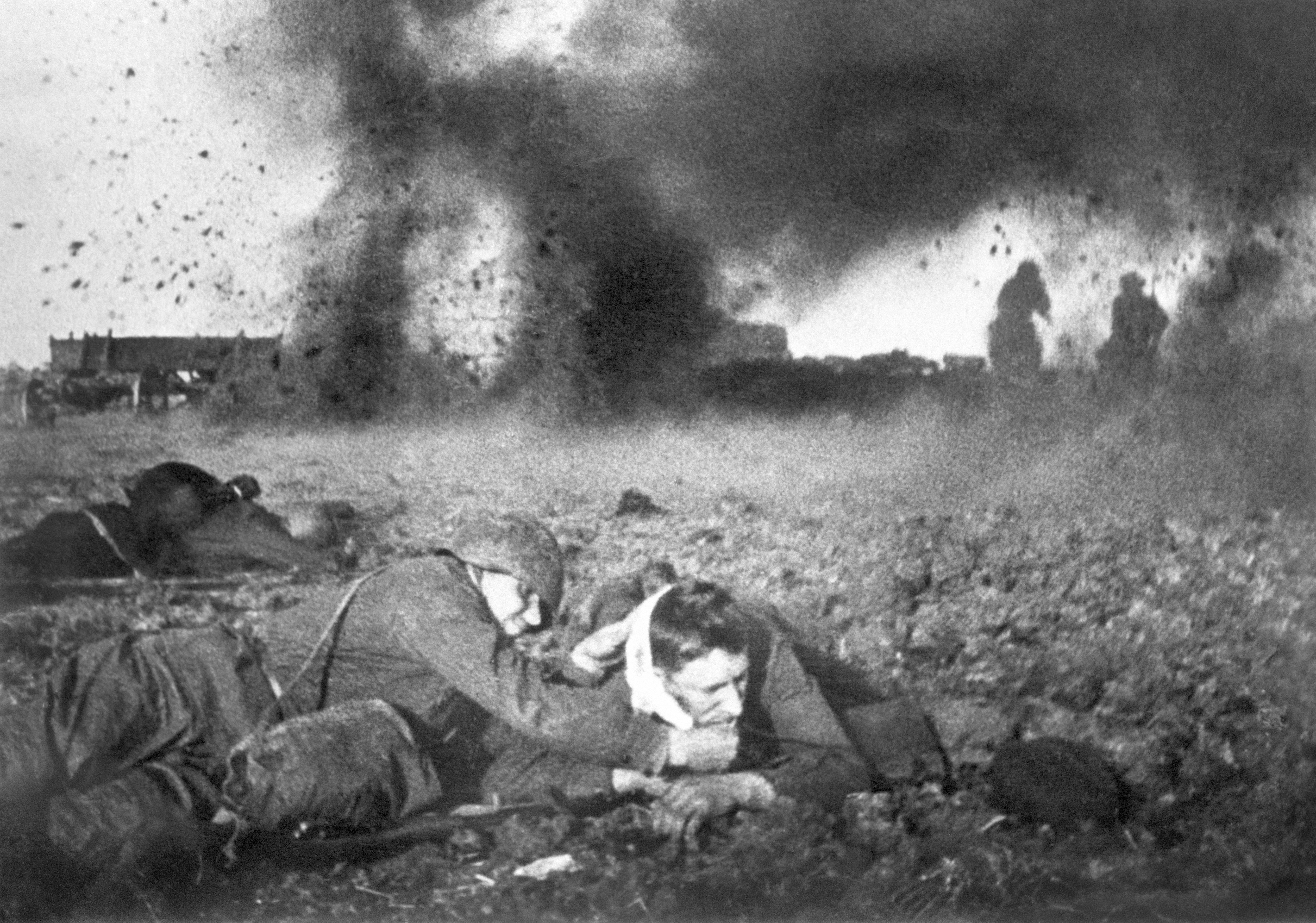

موظف مساعد غير مرخص (بالإنجليزية: Unlicensed Assistive Personnel)‏ أو UAP، ويُسمّى في المملكة المتحدة بمساعد خدمات صحية (بالإنجليزية: Healthcare Assistant)‏ أو HCA، هو مصطلح شامل يصف فئة وظيفة المساعد المهني الذي يقدم المساعدة للأفراد الذين لديهم إعاقة بدنية، وإعاقة عقلية وغير ذلك من حاجات الرعاية الصحية الأخرى في القيام بأنشطة الحياة اليومية (ADLs) والذين يقومون برعاية المرضى الذين لا يغادرون السرير وتشمل تلك المساعدة القيام بإجراءات التمريض الأساسية ويتم ذلك جميعًا تحت إشراف ممرضة مسجلة، أو ممرضة عمليات مرخصة أو غيرهم من أخصائيي الرعاية الصحية. ويقدم هؤلاء المساعدون الرعاية للمرضى في المستشفيات، أو للمقيمين في دور المسنين، كما يقدمون تلك المساعدات للعملاء في منازلهم أو لمن هم بحاجة إلى خدماتهم نتيجة تأثير الشيخوخة. وبحسب التعريف، لا يحمل الموظفون المساعدون غير المرخصون أية رخصة أو غيرها من الشروط الإلزامية للإخصائي الصحي لممارسة تلك الوظيفة، رغم أن الكثير منهم حاصل على شهادات مختلفة. ولكنهم يصنفون كفئة مجمعة تحت مجموعة «موظفو الرعاية الشخصية في الخدمات الصحية» في التصنيف القياسي الدولي للمهن، في مراجعة عام 2008.

## أنواع الموظفين المساعدين
إن مساعد التمريض أو ممرض مساعد أو ممرض مأذون أو مساعد رعاية المرضى أو فني رعاية المرضى أو مساعد صحي منزلي أو مساعد رعاية المسنين أو مساعد طبيب نفسي أو معاون التمريض  أو فني تمريض جميعها أسماء تشير إلى الموظف المساعد غير المرخص في العديد من الدول.
في الولايات المتحدة يعمل مساعد التمريض المعتمد عادة في دار المسنين أو مشفى المسنين ويقوم بالمهام الحياتية اليومية لكبار السن والمصابين بأمراض مزمنة أو مرضى إعادة التأهيل الذي لا يمكنهم رعاية أنفسهم. بيد أن هناك اختلافات في نطاق الرعاية التي يقدمها المساعدون غير المرخصون حسب المنصب ووصف مهامه. فعادةً ما يشير حصول المساعد على شهادة حكومية إلى حصوله على تدريب وتأهيل أعمق يغطي نطاقًا أكبر من المسؤوليات. وتقوم الولاية بتوزيع اختبارات الاعتماد هذه. ويقدم الصليب الأحمر الأمريكي وغيره دورات دراسية لهذه الاختبارات. وتغطي الدورات التي يقدمها الصليب الأحمر الأمريكي جميع الجوانب التي يتم تناولها في اختبارات الولاية بدءًا من الاتصالات إلى المصطلحات الصحية إلى الحساسية.
هناك ألقاب مشابهة في المملكة المتحدة وغيرها من بينها مساعد الرعاية الصحية أو عامل دعم الرعاية الصحية أو عامل الدعم العلاجي، ويعمل هذا الشخص عادة في المستشفيات أو المنشآت المجتمعية تحت إشراف أخصائي رعاية صحية مؤهل.
عامل المساعدة الشخصي هو لقب فئة مشابهة من العاملين الصحيين في كندا. وتضم بعض مسؤوليات وواجهات عامل المساعدة الشخصي، على سبيل المثال لا الحصر:
- ملاحظة وتوثيق وتقرير المعلومات الطبية والعلاجية، بما في ذلك التغيرات السلوكية لدى المرضى.
- المساعدة في التدريبات الحركية وغيرها من إجراءات إعادة التأهيل.
- قياس وتسجيل ضغط الدم ودرجة الحرارة والنبض والتنفس ووزن الجسم.
- مساعدة المرضى في المشي والحركة.
- جمع العينات للاختبارات الطبية المطلوبة.
- تقديم الدعم العاطفي وخدمات الدعم للمرضى وعائلاتهم. ومقدمي الرعاية الآخرين.
- المساعدة في النظافة الشخصية.
- المساعدة في تجهيز الوجبات وتسوق البقالة والتخطيط الغذائي وتناول الطعام والسوائل.

تقني العمليات (أو التقني الجراحي) يعتبر من الموظفين المساعدين غير المرخصين في الولايات المتحدة، حيث يطلق عليه في بعض الأحيان «الفني المساعد». لهذا فإن هذا اللقب قد يعني أشياء مختلفة في مختلف الدول. فعلى سبيل المثال، في موزمبيق يكون تقنيو العمليات أخصائيين طبيين مدربين ومسجلين للقيام بإجراءات علاجية متقدمة تضم جراحة الطوارئ.